# Abdeslam Ouaddou
Abdeslam Ouaddou (arab. يعبدالسلام وادو, ur. 1 listopada 1978 w Ksar Askour) – marokański piłkarz grający na pozycji środkowego obrońcy.

## Kariera klubowa
Ouaddou urodził się w Maroku, ale w młodym wieku wyemigrował do Francji i tam też rozpoczął karierę w zespole AS Nancy. Początkowo grał w rezerwach klubu, ale w 1999 roku został włączony do kadry pierwszego zespołu i 20 listopada zadebiutował w Ligue 1 w przegranym 0:2 wyjazdowym meczu z FC Nantes. W sezonie 1999/2000 zespół Nancy spadł jednak z ligi i sezon 2000/2001 Ouaddou spędził grając w Ligue 2.
Latem 2001 Ouaddou zmienił otoczenie i został zawodnikiem angielskiego Fulhamu. Kosztował 2 miliony funtów. W Premiership zadebiutował 19 sierpnia w przegranym 2:3 wyjazdowym meczu z Manchesterem United. W Fulham przez dwa sezony rozegrał 21 spotkań i zajmował 13. oraz 14. miejsce w lidze. W 2003 roku Marokańczyk odszedł do Stade Rennais. W Rennes Ouaddou występował przez 3 sezony, a największym sukcesem było zajęcie 5. pozycji w Ligue 1 w 2005 roku.
Latem 2006 roku Ouaddou wyjechał do greckiego Olympiakosu Pireus, do którego trafił na zasadzie wolnego transferu. W lidze greckiej zaliczył jednak tylko 6 spotkań i już po pół roku powrócił do Francji prosząc kierownictwo klubu o zerwanie kontraktu z powodów rodzinnych. W styczniu 2007 przeszedł do Valenciennes FC, któremu pomógł w utrzymaniu się w Ligue 1. W 2008 roku powrócił do swojego pierwotnego francuskiego klubu, AS Nancy. Z kolei w 2010 roku został piłkarzem katarskiego Lekhwiya.
24 stycznia 2013 roku podpisał kontrakt z Rubin Kazań.
| Sezon   | Klub            | Kraj    | Rozgrywki      | Mecze | Bramki | Rozgrywki Europy                       | Mecze | Bramki |
| ------- | --------------- | ------- | -------------- | ----- | ------ | -------------------------------------- | ----- | ------ |
| 1998/99 | AS Nancy B      | Francja | CFA            | 30    | 0      | –                                      | –     | –      |
| 1999/00 | AS Nancy B      | Francja | CFA            | 23    | 0      | –                                      | –     | –      |
| 1999/00 | AS Nancy        | Francja | Ligue 1        | 16    | 0      | –                                      | –     | –      |
| 2000/01 | AS Nancy        | Francja | Ligue 2        | 30    | 0      | –                                      | –     | –      |
| 2001/02 | Fulham F.C.     | Anglia  | Premier League | 8     | 0      | –                                      | –     | –      |
| 2002/03 | Fulham F.C.     | Anglia  | Premier League | 13    | 0      | Puchar Intertoto UEFA Liga Europy UEFA | 7 3   | 0 0    |
| 2003/04 | Stade Rennais   | Francja | Ligue 1        | 29    | 2      | –                                      | –     | –      |
| 2004/05 | Stade Rennais   | Francja | Ligue 1        | 34    | 2      | –                                      | –     | –      |
| 2005/06 | Stade Rennais   | Francja | Ligue 1        | 19    | 1      | Liga Europy UEFA                       | 3     | 0      |
| 2006/07 | Olympiakos SFP  | Grecja  | Alpha Ethniki  | 6     | 0      | Liga Mistrzów UEFA                     | 1     | 0      |
| 2006/07 | Valenciennes FC | Francja | Ligue 1        | 10    | 0      | –                                      | –     | –      |
| 2007/08 | Valenciennes FC | Francja | Ligue 1        | 32    | 0      | –                                      | –     | –      |
| 2008/09 | AS Nancy        | Francja | Ligue 1        | 23    | 1      | Liga Europy UEFA                       | 4     | 0      |
| 2009/10 | AS Nancy        | Francja | Ligue 1        | 21    | 1      | –                                      | –     | –      |
| 2010/11 | Lekhwiya SC     | Katar   | Q-League       | 18    | 1      | –                                      | –     | –      |
| 2011/12 | Qatar SC        | Katar   | Q-League       | 18    | 2      | –                                      | –     | –      |

## Kariera reprezentacyjna
W reprezentacji Maroka Ouaddou zadebiutował w 2001 roku. W 2002 roku Humberto Coelho powołał go na Puchar Narodów Afryki 2002, jednak Marokańczycy odpadli już po fazie grupowej. W 2004 roku Ouaddou był podstawowym zawodnikiem kadry narodowej na Puchar Narodów Afryki 2004. Tam zdobył jedną bramkę w wygranym 4:0 grupowym spotkaniu z Beninem, a następnie wywalczył wicemistrzostwo Afryki. W 2006 roku także wystąpił w turnieju o Puchar Narodów Afryki (Maroko zakończyło udział na fazie grupowej). PNA 2008, na który zabrał go selekcjoner Henri Michel, był jego czwartym w karierze.